# Kathy Liebert
Kathleen H. „Kathy“ Liebert (* 1. Oktober 1967 in Nashville, Tennessee) ist eine professionelle US-amerikanische Pokerspielerin. Sie gewann 2004 ein Bracelet bei der World Series of Poker.

## Persönliches
Liebert wuchs in Long Island, New York, auf. Sie besuchte das Marist College in Poughkeepsie, an dem sie einen Bachelor in Wirtschaft und Finanzen machte. Sie arbeitete bei Dun & Bradstreet, verließ den Konzern jedoch. Durch erfolgreichen Börsenhandel konnte sie es sich leisten, zu kündigen und zu reisen. Liebert lebt in Las Vegas.

## Pokerkarriere
Lieberts Pokerkarriere begann als bezahlte Spielerin in Colorado. Ihre Aufgabe war es, Spiele zu beginnen und am Laufen zu halten. Später nahm sie an Turnieren teil und gewann 2002 die erste Ausgabe der Party Poker Million, dem ersten Limit-Pokerturnier mit einer Siegprämie von einer Million US-Dollar. Außerdem erreichte sie beim Main Event der World Poker Tour mehrfach den Finaltisch, 2005 wurde sie Dritte bei den Borgata Poker Open. Liebert nahm ebenfalls am Poker Royale: Battle of the Sexes teil und gewann. Sie gewann 2004 ein Bracelet bei der World Series of Poker am Las Vegas Strip.
Insgesamt hat sich Liebert mit Poker bei Live-Turnieren knapp 7 Millionen US-Dollar erspielt. Mit dieser Preisgeldsumme war sie lange die erfolgreichste weibliche Pokerspielerin, bis sie Anfang 2013 von Vanessa Selbst überholt wurde und mittlerweile nach Selbst und Kristen Foxen auf dem dritten Platz steht.